# Ausztrál sirály
Az ausztrál sirály (Chroicocephalus novaehollandiae) a madarak (Aves) osztályának lilealakúak (Charadriiformes) rendjébe, ezen belül a sirályfélék (Laridae) családjába tartozó faj.

## Rendszerezés
Besorolásuk vitatott, az újabb kutatások helyezték ebbe a nembe, egyes rendszerek még mindig a Larus nembe sorolják Larus novaehollandiae néven.

## Előfordulása
Ausztrália és az Új-Kaledónia területén honos. Kóborlásai során eljut Indonéziába, Pápua Új-Guineába és Vanuatura is.

## Alfajai
- Chroicocephalus novaehollandiae forsteri Mathews, 1912
- Chroicocephalus novaehollandiae  novaehollandiae Stephens, 1826

## Megjelenése
Testhossza 40-45 centiméter.

## Szaporodása
Fészekalja 1-3 tojásból áll.

## Képek

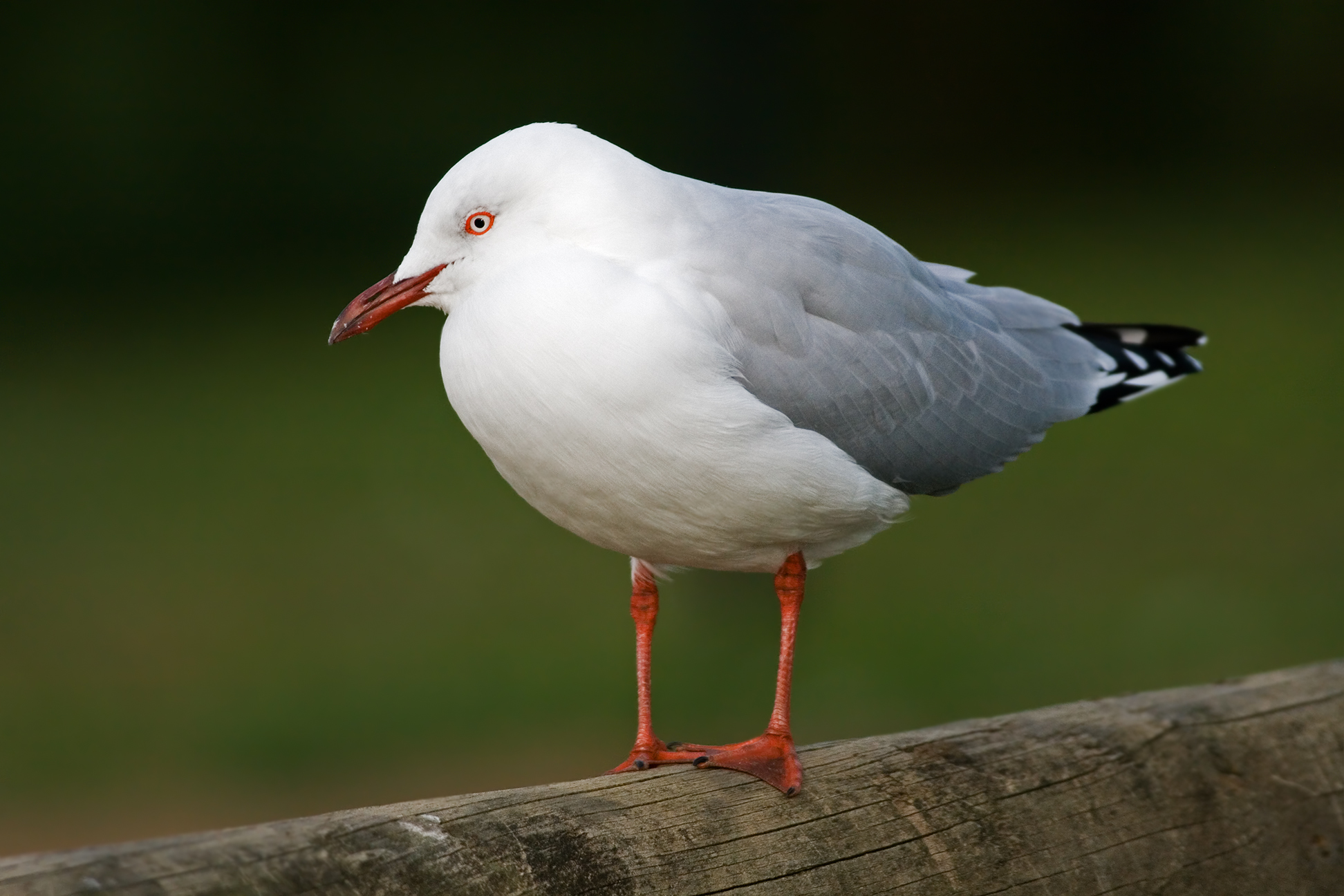
Kifejlett példány
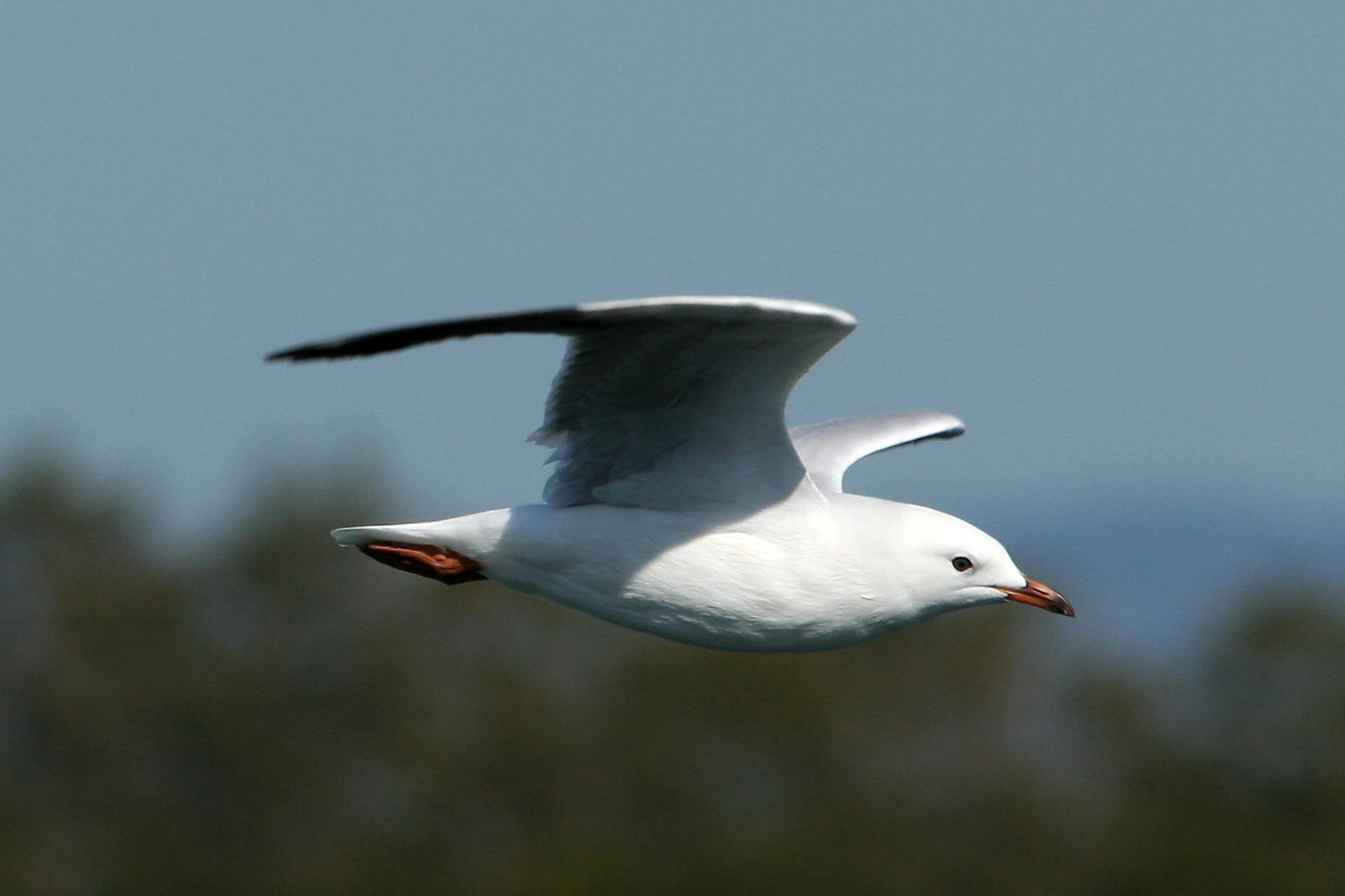
röpképe
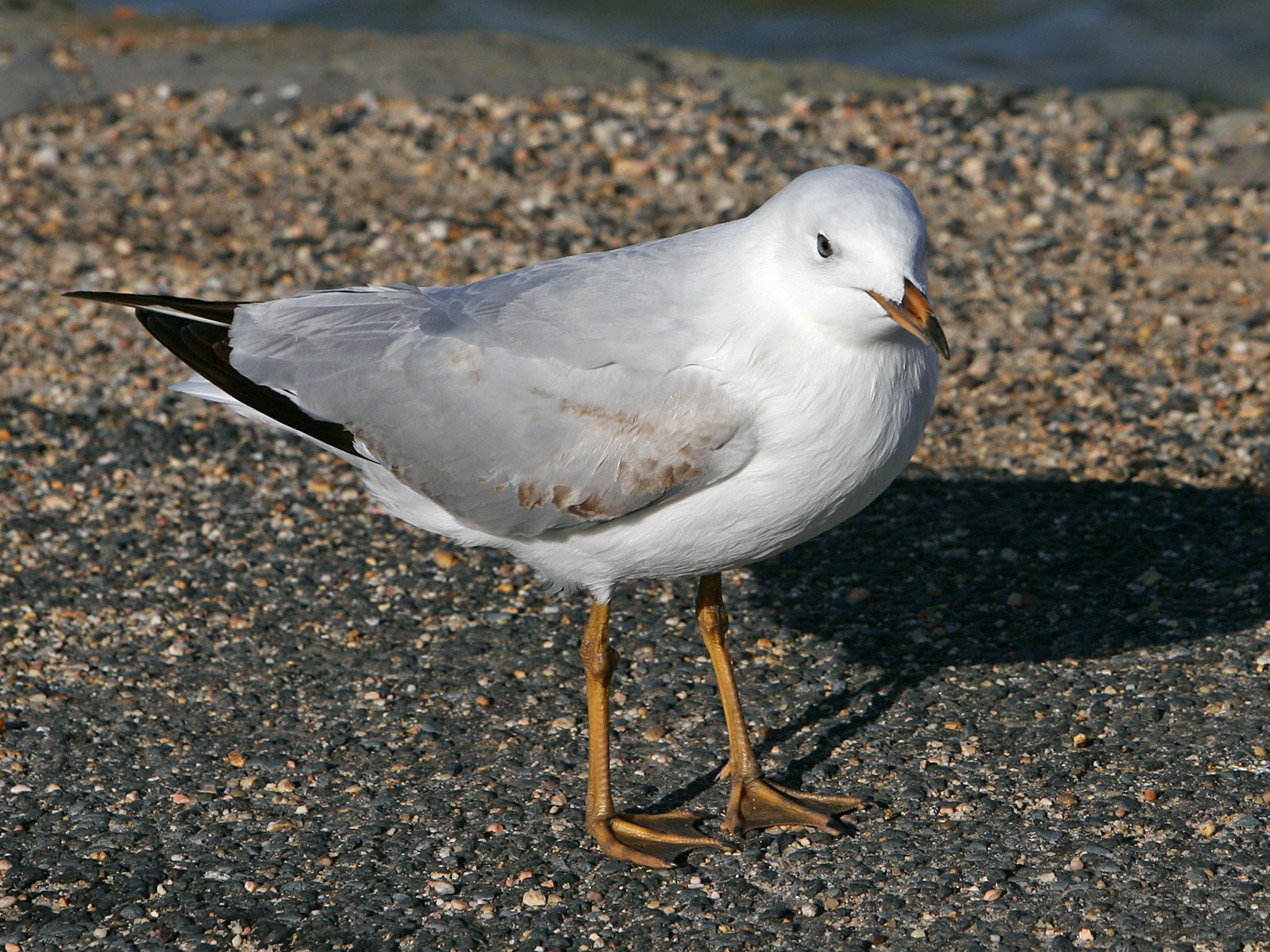
és egy fiatal
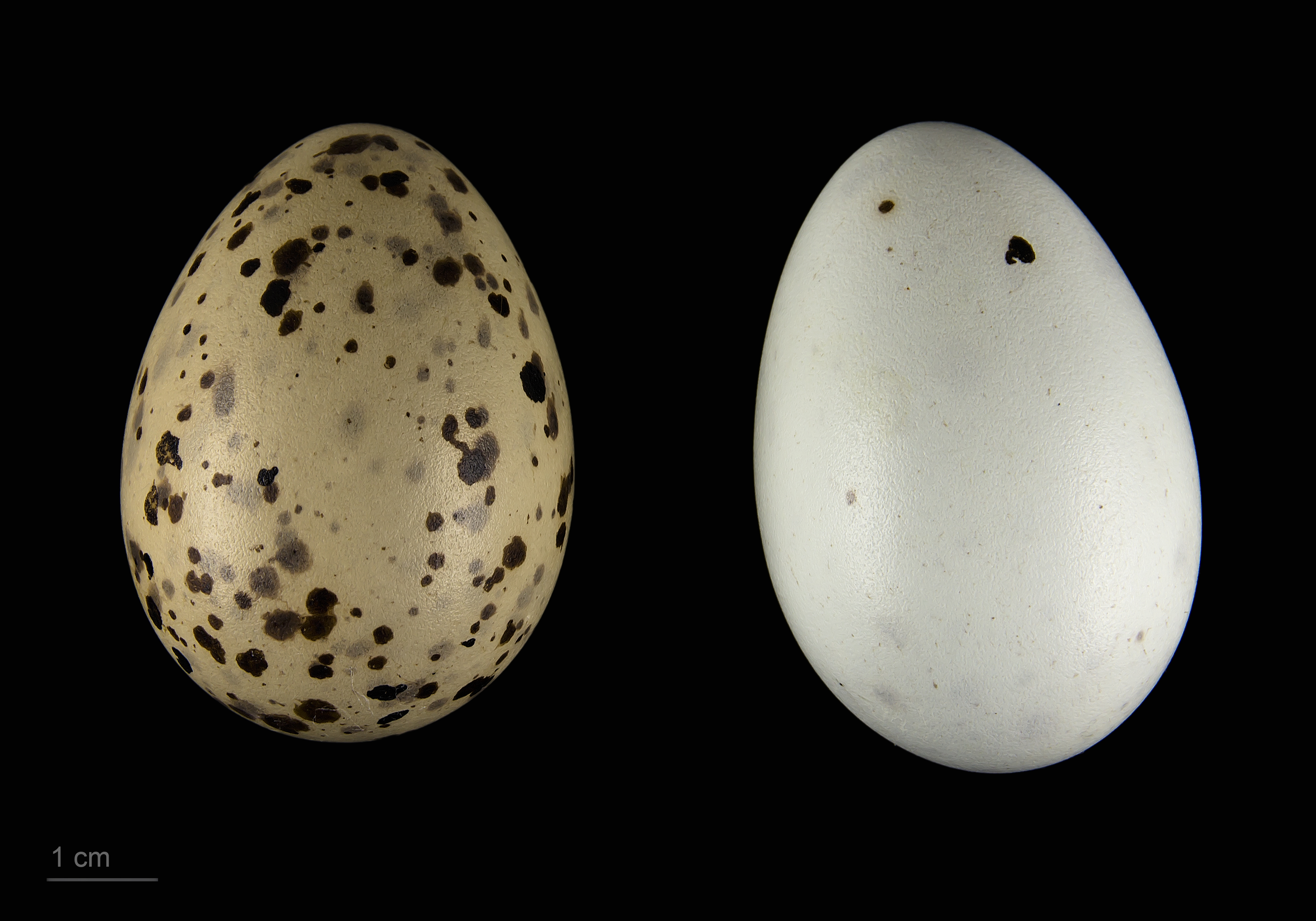
Museum specimen